# Spolu (film)
Spolu je rodinné drama o životě autisty Michala; snímek vznikl adaptací psychologického dramatu; autorem divadelní předlohy je francouzský herec a dramatik Fabio Marra. Rukou nedílnou ji napsali i režírovali David Laňka a Martin Müller. Snímek, představený 7. července 2022 na 56. ročníku Mezinárodního filmového festivalu v Karlových Varech, měl v kinech premiéru na podzim roku 2022. Po uvedení na Netflixu zaznamenal vzestup na žebříčku sledovanosti.

## Obsazení
| Štěpán Kozub        | Michal; autista   |
| Veronika Žilková    | Ivana; jeho matka |
| Kamila Janovičová   | Tereza            |
| Marek Němec         | Marek             |
| Kristýna Podzimková | zdravotní sestra  |
| Martina Babišová    | Slečna            |
| Václav Kopta        | Špaček            |
| Marianna Polyaková  |                   |